# Sediment

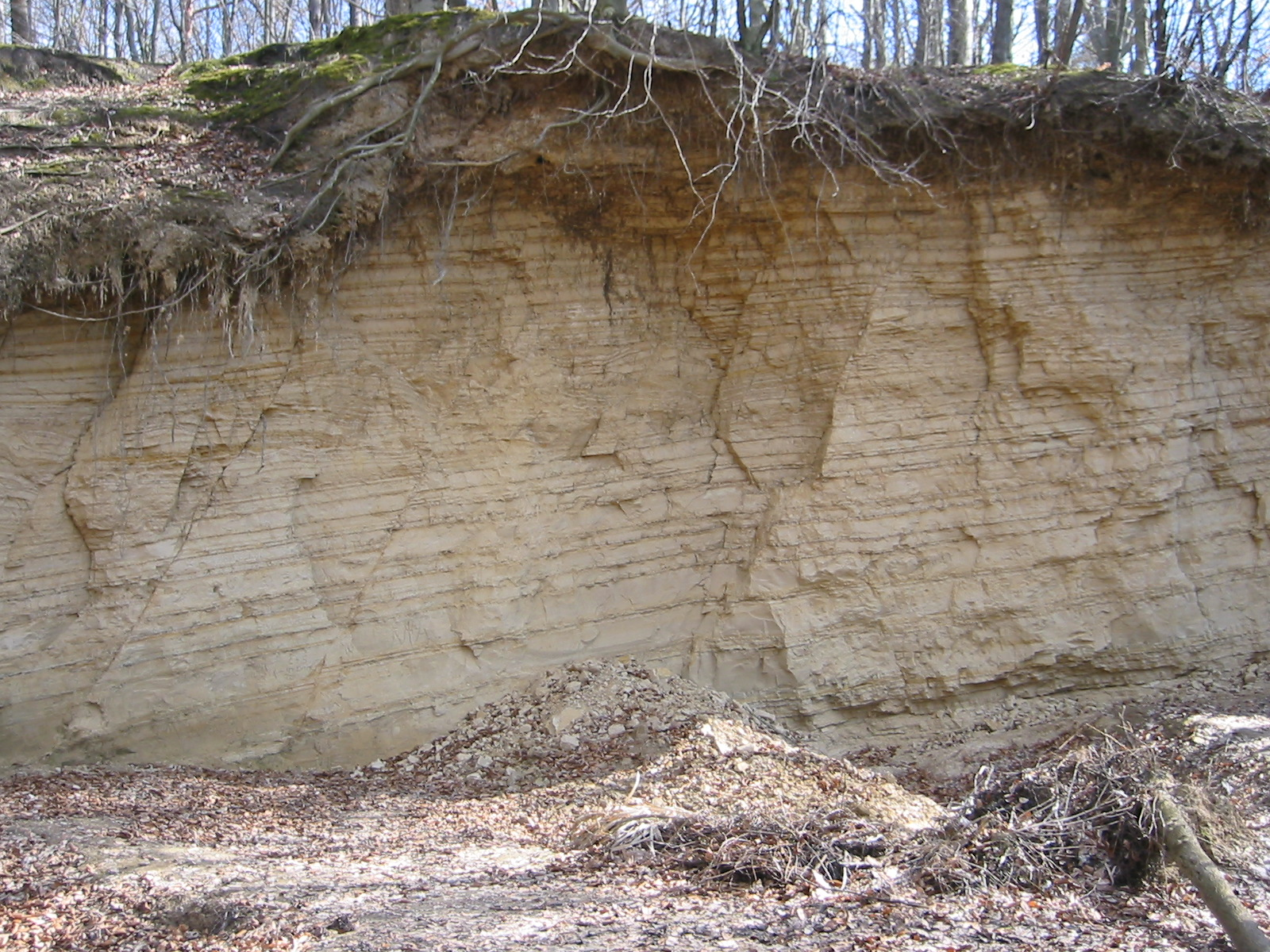
Pohled na obnažené jezerní sedimenty

Sediment je usazenina, složená z částic pevných látek, které se vlivem tíže usadily na dně prostoru, naplněného plynem, tedy např. zemskou atmosférou, nebo kapalinou, např. nádoby nebo přírodní vodní prostory (řek, jezer, vodních nádrží, moří, oceánů apod.). Sediment může být tvořen jakoukoliv látkou, která může být v přírodě přenesena větrem nebo vodním tokem i ze značně vzdálených míst.
Vzduchem transportované a později sedimentované prachové částice (eolický sediment, větrný sediment) se obvykle nazývají spraše, případně po dlouhodobém sesedání spojené v pevnější sprašové horniny.
V přírodě se mohou v přirozených vodních oblastech shromažďovat sedimenty ve formě vrstev bahna nebo písku či drobnějšího štěrku a jejich směsí po velice dlouhou dobu a vytvářet tak sedimentární horniny. Ty mohou obsahovat zkameněliny původních živočichů a rostlin, žijících ve vodě nebo na jejím okraji.
Jako organické sedimenty se obvykle označují i vrstvy materiálu biologického původu, například ptačího trusu (guáno).

## Typy sedimentů
Podle způsobu vzniku rozeznáváme tyto typy sedimentů:
- antropogenní – vytvořené činností člověka, vzhledem ke své povaze mohou mít různou podobu (např. výsypky, skládky, navážky)
- deluviální – vznikají na svazích působením gravitace (pohyb po svahu směrem dolů)
- eolické – vznikají působením větru, usazování větrem unášených prachových částic
- fluviální – říční sedimenty, jsou typické svou hrubozrnností, povodňové hlíny bývají jemnozrnné
- fluviolakustrinní – říčně jezerní sedimenty, typické je pravidelné zvrstvení, často uloženiny průtočných jezer
- glaciální – sedimenty vzniklé v dobách ledových, úzce souvisí s glacigenními sedimenty
- glacifluviální – sedimenty vznikající činností tajících ledovců
- glacigenní – sedimenty vzniklé působením ledovce
- lakustrinní – nejednotné označení pro bažinné nebo jezerní sedimenty
- limnické – jezerní sedimenty, rozdílné podle hloubky a prostředí jezera
- marinní – uložené vlivem činnosti moře, jejich charakter závisí zejména na hloubce
- organogenní (organické) – vytvořené působením organismů
- vulkanické – vznikají působením sopečné činnosti